# José María López Duque
José María López Duque (Madrid, España, 14 de julio de 1965) es un exfutbolista español que se desempeñaba como defensa.

## Clubes
| Club                       | País   | Año       |
| -------------------------- | ------ | --------- |
| Real Madrid Castilla C. F. | España | 1987-1989 |
| C. D. Logroñés             | España | 1989-1992 |
| C. P. Mérida               | España | 1992-1996 |
| Rayo Vallecano             | España | 1996-1998 |
| C. D. Leganés              | España | 1998-2001 |